# Bekzat Orunkuł uułu
Bekzat Orunkuł uułu (kirg. Бекзат Орункул уулу; ur. 17 maja 2002) – kirgiski zapaśnik walczący w stylu klasycznym.
Brązowy medalista mistrzostw Azji w 2024. Wicemistrz Azji U-23 w 2025; trzeci w 2024. Wicemistrz Azji juniorów w 2022 i kadetów w 2019 roku.